# Wood mood
『wood mood』（ウッドモード）は、藤原さくらのメジャー5作目（通算6作目）のスタジオ・アルバム。2024年4月3日に自主レーベルTiny Jungle Recordsからリリースされた。

## 概要
2023年5月の『AIRPORT』以来、約9ヶ月ぶりのスタジオ・アルバム。2023年10月にレコードレーベルをSPEEDSTAR RECORDSから自主レーベル「Tiny Jungle Records」に移してからリリースした初めてのアルバムであり、2018年の『red』『green』以来のひとりのプロデューサーによるトータルプロデュース作品となった。
収録曲は全10曲で構成されており、アルバムのトータルサウンドプロデュースは、ドラマーの石若駿が担当した。
アートディレクターは佐藤裕吾、ジャケットデザインは画家の古田和子が担当した。

## 制作背景
「wood mood」はコンセプトアルバムとして制作された。
制作は曲が出揃ってからアルバムの方向性をまとめていくというこれまでの進め方とは違い、先行して「森の中」「未知の植物」「光が差す」といったコンセプトによって構築されたアルバムのビジョンに向けて曲を作っていくやり方だった。そのビジョンとは、暗い森のような未開の地に足を踏み入れたあと、そんな混沌とした場所から外の世界に抜けていくというものだった。
石若駿をプロデューサーとして起用した理由は、2022年に原田知世「早春物語」のカバー曲を石若と一緒に制作した時に手応えを感じ、次にアルバムを作るなら石若をプロデューサーとして迎えたいと考えたから。また、石若のプロジェクト「SONGBOOK PROJECT」シリーズにサウンド面でもシンパシーを感じていたことも理由のひとつとして挙げている。
藤原の中にはどんな楽器を入れどんな音を入れたいかという具体的なアイデアがあり、まず参考になるようなプレイリストを作って、プロデューサーの石若駿とアルバムのイメージを共有してから制作に入った。藤原が山梨でフィールドレコーディングした鳥の音、水の音、森の中を歩く足音などの自然の音が利用されている。
石若駿をはじめ、レコーディングにはジャズ界で活躍しているミュージシャンが多く参加しているが、「自分がメロディーを書いて歌うとなると、ジャズそのままにはならない」と言っており、ジャズを下地にしてはいるが、石若と一緒に制作するからこそできることを表現している。
今作はアコースティックな楽器を多く用い、生の音で録るということに注力しており、ミュージシャンのその場の化学反応みたいなものを大事にしながらのレコーディングだった。それはデビューEPの『à la carte』に通じるような生楽器でセッションしながら作り上げていくやり方と通じるものがある。

## 収録曲
| 全編曲: 石若駿。 |                                                |                  |                   |       |
| #                | タイトル                                       | 作詞             | 作曲              | 時間  |
| 1.               | 「Intro」                                      |                  | 石若駿            | 0:56  |
| 2.               | 「my dear boy」                                | 藤原さくら       | 藤原さくら        | 4:45  |
| 3.               | 「巡」                                         | 藤原さくら       | 藤原さくら        | 4:24  |
| 4.               | 「Close your eyes」                            | 藤原さくら       | 藤原さくら 石若駿 | 4:15  |
| 5.               | 「daybreak」                                   | 藤原さくら       | 藤原さくら        | 3:13  |
| 6.               | 「sunshine」                                   | 藤原さくら       | 藤原さくら        | 3:39  |
| 7.               | 「星屑のひかり」                               | 藤原さくら       | 藤原さくら        | 3:44  |
| 8.               | 「Thanks again」                               | 藤原さくら       | 石若駿            | 3:09  |
| 9.               | 「I Wish I Knew How It Would Feel To Be Free」 | ビリー・テイラー | ビリー・テイラー  | 5:07  |
| 10.              | 「good night」                                 | 藤原さくら       | 藤原さくら        | 1:31  |
| 合計時間:        | 合計時間:                                      | 合計時間:        | 合計時間:         | 34:43 |

## 参加ミュージシャン
Intro
- 藤原さくら : Vocal
- 石若駿 : Programming & Guitar, Piano

my dear boy
- 藤原さくら : Vocal,  Chorus
- 石若駿 : Drums, Vibraphone, Programming
- マーティ・ホロベック : Double Bass
- 井上銘 : Eletric Guitar
- 松井泉 : Percussion
- 松丸契 : Clarinet
- 吉本章紘 : Flute

巡
- 藤原さくら : Vocal, Chorus
- 石若駿 : Drums, Vibraphone, Programming
- マーティ・ホロベック : Double Bass
- 井上銘 : Eletric Guitar
- 松井泉 : Percussion
- 吉本章紘 : Flute, Clarinet
- 海野雅威 : Piano

Close your eyes
- 藤原さくら : Vocal, Chorus
- 石若駿 : Drums, Wurlitzer, Programming
- マーティ・ホロベック : Double Bass
- 井上銘 : Eletric Guitar, Eletric Guitar
- Tony Suggs : Organ
- 松井泉 : Percussion
- Alisa : Lyrical Assistance (English)

daybreak
- 藤原さくら : Vocal, Chorus
- マーティ・ホロベック : Double Bass
- 井上銘 : Eletric Guitar, Acoustic Guitar
- 石若駿 : Drums, Wurlitzer, Programming
- 海野雅威 : Piano
- Michael Kaneko : Lyrical Assistance (English)

sunshine
- 藤原さくら : Vocal, Gut Guitar
- 石若駿 : Upright Piano, Double Bass, Snare Drum
- Michael Kaneko : Lyrical Assistance (English)

星屑のひかり
- 藤原さくら : Vocal, Chorus
- 石若駿 : Upright Piano, Acoustic Guitar, Programming
- マーティ・ホロベック : Double Bass
- 井上銘 : Eletric Guitar, Acoustic Guitar, Gut Guitar

Thanks again
- 藤原さくら : Vocal
- 石若駿 : Drums, Acoustic Guitar, Pump Organ, Toy Piano, Programming
- マーティ・ホロベック : Double Bass
- 井上銘 : Acoustic Guitar, Eletric Guitar
- 海野雅威 : Rhodes
- 松井泉 : Percussion
- Michiru, Taiji, Sakura, Shun : Clap
- Michiru, Roku, Sakura, Shun : Chorus

I Wish I Knew How It Would Feel To Be Free
- 藤原さくら : Vocal, Chorus
- 石若駿 : Drums, Vibraphone, Programming
- マーティ・ホロベック : Double Bass
- 井上銘 : Eletric Guitar
- 松井泉 : Percussion
- 海野雅威 : Wurlitzer
- Alisa : Vocal Assistance (English)

good night
- 藤原さくら : Vocal, Ukulele
- 石若駿 : Double Bass, Celesta